# Altenzaun
Altenzaun es un municipio situado en el distrito de Stendal, en el estado federado de Sajonia-Anhalt (Alemania), a una altitud de 26 metros. Su población a finales de 2015 era de unos 127 habitantes y su densidad poblacional, 11 hab/km².
Se encuentra a la orilla del río Elba.